# Hidetaka Kanazono
Hidetaka Kanazono (金園 英学?, Kanazono Hidetaka; Osaka, 1º settembre 1988) è un calciatore giapponese, di ruolo attaccante.

## Palmarès

### Club

#### Competizioni internazionali
- Coppa Suruga Bank: 1

Júbilo Iwata: 2011